# Filozofie hinduistă
În istoria subcontinentului, urmând înființarea unei culturi arieno-vedica, dezvoltarea ideii filozofice si religioase pe parcursul a două milenii a dat nastere celor "șase școli de aastika", sau Filozofia Hindu. Aceste școli au ajuns să fie confundate cu marea religie hindusă, care era primă evoluție a religiei vedice.